# Ридзево (Ломжинський повіт)
Ридзево (пол. Rydzewo) — село в Польщі, у гміні Мястково Ломжинського повіту Підляського воєводства.
Населення — 538 осіб (2011).
У 1975-1998 роках село належало до Ломжинського воєводства.

## Демографія
Демографічна структура станом на 31 березня 2011 року:
|          | Загалом | Допрацездатний вік | Працездатний вік | Постпрацездатний вік |
| -------- | ------- | ------------------ | ---------------- | -------------------- |
| Чоловіки | 275     | 65                 | 192              | 18                   |
| Жінки    | 263     | 65                 | 152              | 46                   |
| Разом    | 538     | 130                | 344              | 64                   |